# Claude Alexis Mabru
 (novembre 2012).
Si vous disposez d'ouvrages ou d'articles de référence ou si vous connaissez des sites web de qualité traitant du thème abordé ici, merci de compléter l'article en donnant les références utiles à sa vérifiabilité et en les liant à la section « Notes et références ».
Pour les articles homonymes, voir Mabru.
Claude Alexis Mabru était un homme politique français né le 2 décembre 1755 à Clermont-Ferrand, où il est décédé le 30 octobre 1801.
Ancien condisciple de La Fayette au Collège d'Harcourt, il devient conseiller du roi.
Il a épousé en 1777 une riche héritière, Marie-Anne Charlotte Le Bel (Paris 1762-Donzenac 1848), fille d'Antoine Bel ou Le Bel (1725-1789), avocat au parlement de Paris, propriétaire des gisements de pétrole de Pechelbronn, seigneur de Wissembourg, et d'Anne-Catherine de Serre de Saint-Roman (1740-1797).
Ami de Couthon, partisan de Maximilien de Robespierre et maire de Clermont-Ferrand en 1798, son berceau familial se situe à Saint-Sauves-d'Auvergne.